# Heinrich Lebensaft
Heinrich Lebensaft (Vienna, 22 marzo 1905 – Vienna, 25 dicembre 1991) è stato un calciatore austriaco, di ruolo portiere.

## Carriera

### Club
Ha sempre giocato nel campionato austriaco.

### Nazionale
Ha collezionato 6 presenze con la Nazionale austriaca.